# Materinski dan
Materinski dan je neformalen praznik posvečen materam. Praznovanje materinskega dne izvira iz ZDA, kjer ga praznujejo 14. maja od leta 1910, v Evropo je navada prišla po prvi svetovni vojni. Materinski dan so v Evropi začeli praznovati po prvi svetovni vojni, vendar ob različnih datumih. Sprva je bil določen 15. maj, potem pa prestavljen na 25. marec. V Sloveniji se po drugi svetovni vojni materinski dan zaradi praznovanja dneva žena, 8. marca, praviloma ni praznoval, danes pa je spet v veljavi in se praznuje na isti dan kot Marijino oznanjenje, torej 25. marec.